# ¿Qué hacemos con los hijos?
¿Qué hacemos con los hijos? es una obra de teatro escrita por Carlos Llopis y estrenada en el Teatro Cómico de Madrid el 2 de octubre de 1959.

## Argumento
Trata de las peripecias de un veterano taxista con sus cuatro hijos adultos, que aún son jóvenes y viven bajo el techo familiar: Juan, Carmenchu, Antoñito y Paloma.

## Representaciones destacadas
- Teatro (estreno, en 1959). Intérpretes: José Alfayate, Aurora Redondo, Francisco Arias, Rafaela Rodríguez, Julia Trujillo, Isabel Redondo.
- Televisión (7 de septiembre de 1966, en el espacio Estudio 1, de TVE). Intérpretes: Antonio Martelo, Ricardo Merino, Gloria Cámara, Tina Sáinz, Ana María Vidal.
- Cine (1967). Director: Pedro Lazaga. Intérpretes: Paco Martínez Soria, Mercedes Vecino, Irán Eory, Alfredo Landa, Pepe Rubio, María José Goyanes, Emilio Gutiérrez Caba, Lina Morgan.